# Referendo sobre a soberania das Ilhas Malvinas em 2013
O Referendo sobre a soberania política das Ilhas Malvinas realizou-se entre os dias 10 e 11 de março de 2013. A população das Ilhas Malvinas decidiu entre permanecer como Território ultramarino do Reino Unido ou aceitar a soberania da Argentina.
O referendo contou com a participação de 92% da população das Ilhas Malvinas, sendo que 99.8% dos votos foram a favor da permanência da administração britânica sobre o arquipélago. Contudo, um segundo referendo foi anunciado ainda sem data marcada. O grupo observador internacional para a causa assegurou que o referendo ocorreu de maneira correta e em conformidade com as leis internacionais.

## Antecedentes
As negociações sobre a soberania das Ilhas Malvinas entre o Reino Unido e a Argentina tiveram início na década de 1960, porém até os dias atuais não houve nenhum acordo sobre o tema. Em 1982, a Junta Militar Argentina ordenou a invasão e ocupação do arquipélago, desencadeando na Guerra das Malvinas. Como resultado da vitória esmagadora do Reino Unido, as Ilhas Malvinas permaneceram como Território ultramarino britânico. A Argentina prossegue reivindicando negociações sobre a soberania das Malvinas, mas o Reino Unido delega a decisão à própria população das Ilhas.
Em 1986, quatro anos após a Guerra, a Associação das Ilhas Malvinas e o Instituto Marplan organizaram um referendo sobre a soberania. Cerca de 96.4% dos habitantes das Ilhas decidiram permanecer sob administração do Reino Unido. Oito anos após, 87% dos habitantes das Ilhas recusaram votar em novo referendo sobre o tema, manifestando o interesse em permanecer como território britânico.
As tensões sobre o tema voltaram a crescer com a decisão do governo malvinense de explorar as águas territoriais das Ilhas. Em represália, a Argentina proibiu as embarcações de bandeira malvinense de atracar nos portos do país. O governo argentino também deu início a uma campanha diplomática para convocar novas reuniões sobre o assunto perante as Nações Unidas. A iniciativa argentina recebeu apoio da União de Nações Sul-Americanas (Unasul) e dos países integrantes do Grupo do Rio.
Em 2011, o ministro da Defesa da Argentina, Arturo Puricelli, afirmou que os malvinenses eram mantidos como reféns nas Ilhas. Posteriormente, o ministro sugeriu que as Forças Armadas britânicas seriam "o único elemento que assegura a usurpação do território nacional argentino".

## Posição das Nações Unidas
As Nações Unidas não reconheceram o referendo porque este não foi organizado nem realizado sob os auspícios deste organismo, mas foi organizado unilateralmente pelo Reino Unido, violando a Resolução A/RES/31/49 da Assembleia Geral das Nações Unidas, cujo ponto 4 afirma que: